# Weiding (Schwandorf)
Weiding é um município da Alemanha, situado no distrito de Schwandorf, no estado da Baviera. Tem 22,43 km² de área, e sua população em 2019 foi estimada em 455 habitantes.